# 宝泉河
宝泉河，位于中华人民共和国吉林省中部，是新凯河左岸支流，发源于公主岭市北部双城堡镇东北，蜿蜒向东流至农安县三岗镇注入洼中高灌区排水系统后，经中央排水路汇入新凯河。河长28.9千米，流域面积144平方千米，河道平均比降1.4‰。年均径流量0.11亿立方米，其中泉水占58%，上游农安县三岗镇宝泉村的宝泉涌的泉水水质优良，为优质天然矿泉水。